# 白河義典
白河 義典（しらかわ よしのり）は、鎌倉時代前期の武士。

## 生涯
相模国余綾郡波多野荘を名字の地とする波多野氏の一族で、伊勢国に分流した家に生まれる。伊勢神宮を本家に持つ高座郡大庭御厨内に所領を有し、神宮関係者を妻に迎えていた。
建保6年（1218年）12月、前年に鶴岡八幡宮寺別当となっていた鎌倉幕府第2代将軍源頼家の遺児・公暁に命じられ、奉幣使として伊勢神宮へ派遣された。しかし翌建保7年（1219年）1月、公暁は将軍源実朝を鶴岡八幡宮に殺害し、自身も捕らえられて殺されてしまった。翌月、伊勢よりの帰路にあった義典は事の次第を知り、三河国額田郡矢作の地で自殺した。21歳。死後、大庭御厨の遺領は没収されたが、義典が妻の家から相続していた所領については伊勢神宮に還付されている。